# دار عمر بن الخطاب
دار عمر بن الخطاب أحد الدور التاريخة المجاورة للمسجد النبوي الشريف. كانت الدار دار الخليفة الثاني عمر بن الخطاب. تقع الدار بجانب باب الرحمة وأمام باب أبي بكر الصديق، وقد أزيلت ضمن توسعة الملك فهد للمسجد النبوي الشريف.